# ریوس

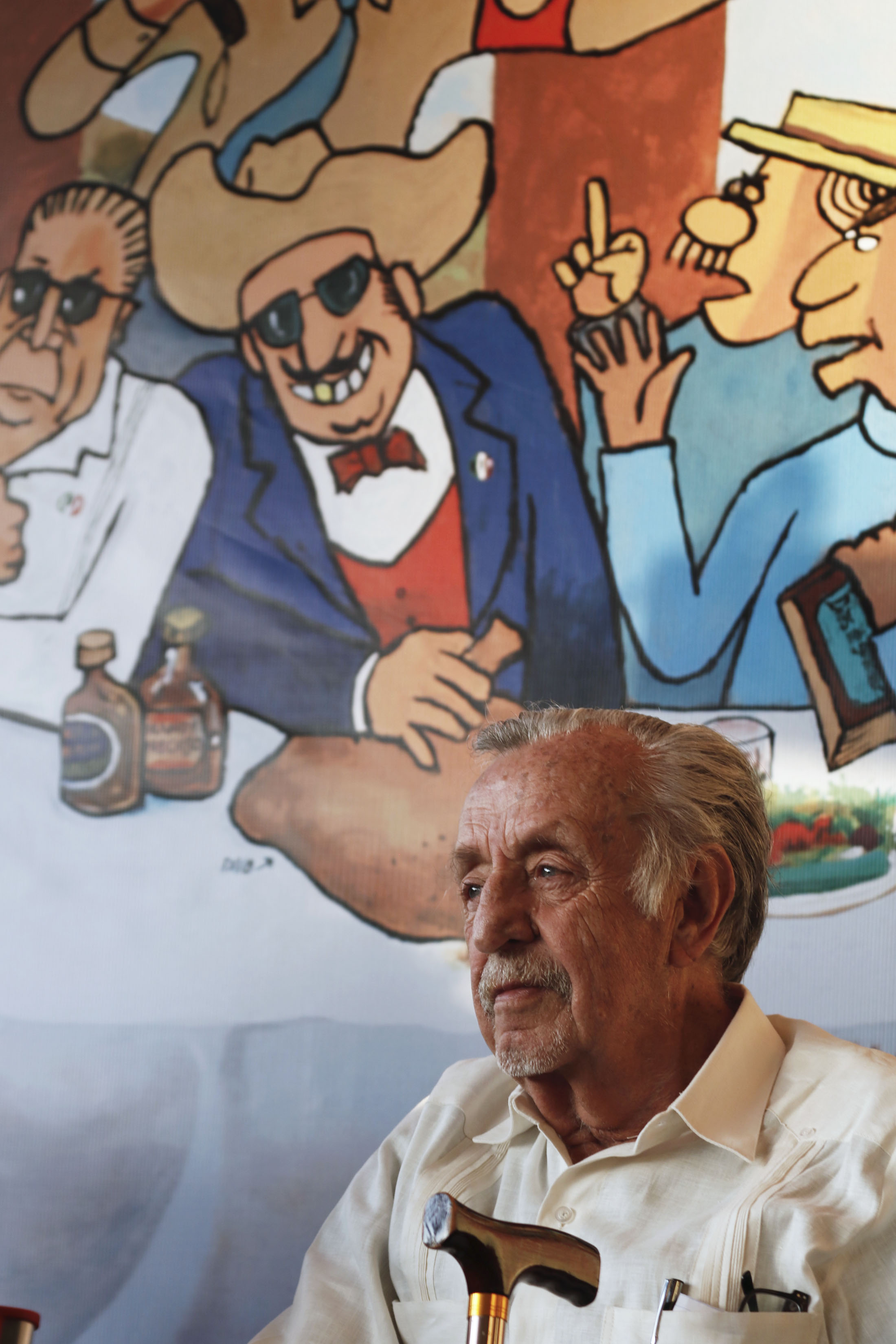
ادوآردو دل ریو

ادوآردو دل ریو (زاده ۲۰ ژوئن ۱۹۳۴ در زامورا، میچوآچان) کاریکاتوریست و تصویرگر سیاسی مشهور مکزیکی است که با نام قلمی‌اش، ریوس، شناخته می‌شود.
ریوس یکی از محبوب‌ترین تصویرگران مکزیکی است و صدها کتاب نوشته که به‌خصوص بین خوانندگان مکزیکی بسیار محبوب هستند. ریوس فعال سیاسی دو آتشه‌ای است و دیدگاه‌های چپ‌گرا و پیشرویش معمولاً در آثارش به همراه نقد شدید دکترین‌های نئولیبرالی و سیاست‌های دولت آمریکا ظاهر می‌شود. او در ضمن حامی انقلاب کوبا است.
او از دهه ۱۹۶۰ شروع به تصویرگری در مجلات و روزنامه‌ها کرد و گاهی سیاسی کار می‌کرد. طنز دولت مکزیک توسط او معروف بود. پس از موفقیت او به کار کتاب روی آورد و کتاب‌های زیادی در زمینه‌های مختلف از سیاست و مذهب تا گیاه‌خواری تولید کرد.
در ۱۹۷۰ کتاب اسپانیایی او در معرفی تاریخ و انقلاب کوبا به انگلیسی ترجمه شد و به عنوان «کوبا برای تازه‌کارها» منتشر شد. محبوبیت این کتاب باعث آغاز مجموعه کتاب‌هایی تحت عنوان «برای تازه‌کارها» شد. در ۱۹۷۵ ریوس کتاب «مارکس برای تازه کاران» را در مورد زندگی و عقاید کارل مارکس نوشت.